# Medakamo hakoo
Medakamo hakoo je zelená sladkovodní řasa, objevená v roce 2015 vědci z Tokijské univerzity v domácím akváriu. Buňky této řasy měří přibližně jeden mikrometr, což ji řadí mezi nejmenší autotrofní organismy.

## Objev
Objev Medakamo hakoo byl náhodný, když si profesor Tsuneyoshi Kuroiwa z Tokijské univerzity všiml, že voda v nádrži jeho rybiček druhu medaka náhle zezelenala. Po prozkoumání pod mikroskopem odhalil růst velmi malých řas. Na základě tohoto objevu strávil tým z Katedry integrovaných přírodních věd dva roky kultivací a analýzou DNA této řasy. Nový druh byl pojmenován Medakamo hakoo.

## Morfologie
Jedná se o jednobuněčný organismus, dosahující velikosti přibližně jednoho mikrometru se silnou buněčnou stěnou. Každá buňka obsahuje pouze jednu mitochondrii a jeden chloroplast, ve kterém se vyskytují shluky škrobu.

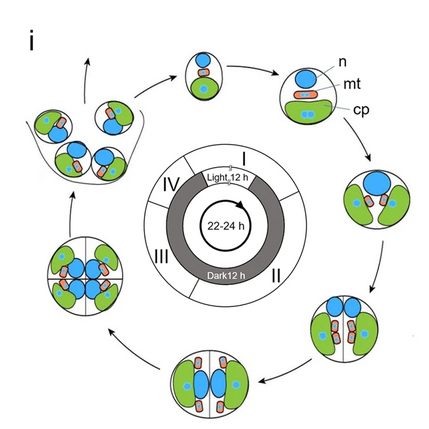
Schematický diagram představuje buněčná stadia: stadium jedné buňky (I), stadium dvou buněk (II), stadium tetrády (III) a stadium disekce (IV), během 12h cyklu světlo (Light)/tma (Dark); n, mt a cp označují jádro, mitochondrii a chloroplast

Životní cyklus je silně ovlivněn střídáním světla a tmy. Začíná duplikací chloroplastu a mitochondrie uvnitř buňky, následně je duplikováno také jádro. Po vzniku dvoubuněčného komplexu se proces opakuje za vzniku čtyřbunní, kdy jsou následně jednotlivé buňky od sebe odděleny viz obrázek.

## Genom
Genom Medakamo hakoo je dlouhý 15,8 milionů párů bází, což představuje jeden z nejkratších známých genomů v podříši Viridiplantae. Genom této řasy postrádá geny pro tvorbu jaderného obalu, fytochromu a histonové balení DNA, a vykazuje vysoký obsah GC bazí (73 %), na rozdíl od DNA v organelách, kde je naopak poměr obsah GC bazí nízký. Mitochondriální geny jsou kódovány na jediném vláknu DNA.

## Význam a aplikace
Medakamo hakoo fixuje oxid uhličitý prostřednictvím fotosyntézy a přispívá tak ke globálnímu uhlíkovému cyklu. Stejně jako jiné mikrořasy se podílí na udržování rovnováhy ekosystémů.
Díky svému malému genomu představuje zajímavý modelový organismus pro zkoumání fotosyntézy na genetické úrovni. Identifikace minimální sady genů potřebných pro fotosyntézu by mohla být klíčovým krokem k vývoji umělé fotosyntézy s potenciálem pro udržitelnou výrobu energie.